# Obligacja korporacyjna
Obligacja korporacyjna (obligacja przedsiębiorstwa) – dłużny papier wartościowy (dokument stwierdzający istnienie zadłużenia emitenta), który został wyemitowany przez przedsiębiorstwo na podstawie przepisów ustawy o obligacjach. Obligacje korporacyjne mogą być emitowane jako instrumenty krótkoterminowe, średnioterminowe oraz długoterminowe, a zaliczenie do konkretnej kategorii instrumentu zależy od pierwotnego terminu wykupu. Emisja obligacji umożliwia przedsiębiorstwu pozyskanie środków finansowych na realizację długoterminowych inwestycji. Sprzyja także stabilizacji sytuacji finansowej emitenta, gdyż nabywca obligacji korporacyjnej nie ma prawa żądać wcześniejszego wykupu długu, jeżeli przedsiębiorstwo terminowo wywiązuje się ze swoich zobowiązań.
Nabywcom obligacji przysługują następujące prawa:
- prawo do oprocentowania, którego wysokość i odsetki i terminy płatności są określone w warunkach emisji,
- prawo do zwrotu kapitału (stanowiącego wartość nominalną obligacji) w terminie jego wykupu (zapadalności)[3].

Obligacje korporacyjne mogą być papierami wartościowymi o stałym lub zmiennym oprocentowaniu, liczonym według stawki bazowej (np. WIBOR) powiększonej o marżę. Ze względu na konstrukcję oprocentowania obligacje przedsiębiorstw mogą zostać również ukształtowane jako papiery dyskontowe (obligacje zerokuponowe). Obligacje te nie uprawniają do otrzymania kwoty odsetek (tzw. kuponu), ale oferują nabywcy wynagrodzenie w formie dyskonta ceny emisyjnej w stosunku do wartości nominalnej.
W Polsce obligacje korporacyjne, które zostały wprowadzone do obrotu w trybie oferty publicznej, są notowane na platformie Catalyst. Obrót nimi odbywa się na Giełdzie Papierów Wartościowych w Warszawie lub na Bondspot.